# Salvatore Cappello
Salvatore Cappello, noto anche con lo pseudonimo di Turi Cappello (Catania, 8 maggio 1959), è un mafioso italiano. Capo del clan Cappello e legato alla Stidda.
Si porta sulle spalle 200 omicidi tra mandante ed esecutore materiale durante  delle guerre di Mafia che hanno insanguinato Catania tra il  1984 e il   1992. È considerato il mafioso più sanguinario e temuto nel territorio Catanese.

## Biografia
La sua attività mafiosa cominciò in giovane età con il furto, nel 1973, di un crocifisso d'oro; sottratto dal collo del vescovo di Trapani. Fu arrestato subito, ma quel gesto bastò per dimostrarsi capace agli occhi dei boss catanesi. Divenne poi l'erede di Salvatore Pillera, il quale, in seguito alla detenzione, lo nominò reggente del clan nel 1986. Tale nomina avvenne però contro la volontà di Giuseppe Sciuto, detto Pippo Tigna, ed altri membri del clan come Gaetano Laudani. Questi difatti non accettarono la decisione di Pillera e a loro volta contestano la decisione definitiva di Giuseppe Salvo, braccio destro di Pillera, in merito alla nomina. Salvo, considerato l'unico a poter cambiare la scelta del Pillera, ne confermò infatti il volere. Cosicché Cappello divenne il nuovo capoclan. La nomina cambiò gli equilibri della cosca e generò una lunga faida. Nel 1988 il giovane boss venne tratto in arresto in compagnia di Corrado Favara, Arturo Caltabiano e Agatino Di Bella. In seguito ai permessi che gli furono dati dal tribunale, non rientrò più in carcere ed iniziò così la sua latitanza. Fu responsabile di una sanguinosa guerra contro il Clan Laudani, i cui membri erano meglio conosciuti come “mussi 'i ficurinia” ("musi di fichi d'India", in catanese); L'omicidio di Antonino "Nino" Pace (braccio destro di Turi Cappello) nel quartiere Canalicchio diede via a una sanguinosa faida dominata da Cappello; i Laudani non accettarono tale sconfitta e dopo l'arresto di Cappello usarono una vendetta trasversale uccidendo il fratello di quest'ultimo, Santo Cappello, totalmente estraneo alla malavita catanese.
Tra la fine degli anni ottanta e gli inizi degli anni novanta problemi interni al clan Pillera portarono una scissione definitiva nel gruppo Pillera-Cappello. Nel 1992 all'interno del carcere di piazza lanza vi fu un incontro tra i capimafia più importanti del clan, cioè Salvatore Pillera "cachiti", Giuseppe Salvo u' carruzzeri (braccio destro del Pillera) e il giovane Turi Cappello (figlioccio ed erede del Pillera). Alcuni dissidi portarono quest'ultimi ad una amara scelta cioè quella di fare scissione creando un nuovo clan. Cappello avrebbe ideato di far portare il nome del clan al boss Jimmy Miano, capo clan dei "Cursoti milanesi" (la scelta del Cappello fu ideata per sfuggire ad ulteriori pressioni da parte delle forze dell'ordine). La decisione però non fu accettata da alcuni giovani capigruppo del clan come Giuseppe Cutaia, Giuseppe Salvatore Lombardo e Riccardo Ferrara, quest'ultimi contrari perché non volevano aggregarsi alla consorteria di Jimmy Miano. Ne scaturì la nascita definitiva, dentro il carcere, del clan Cappello. La cosca è stata fondata dallo stesso Turi Cappello ed il compare di sempre Pippo Salvo u' carruzzeri, che tra l'altro quest'ultimi consacrarono l'unione tra la mafia catanese del clan Cappello e la 'ndrangheta di Franco Coco Trovato, considerato uno dei capi più potenti di tutta la 'ndrangheta calabrese.

Secondo fonti investigative e giudiziarie in aggiunta le rivelazioni dei pentiti, a capo dell'intero clan ci sarebbero gli storici padrini e capoclan etnei: Turi Cappello e Pippo Salvo. A seguire quest'ultimi spicca la figura di Ignazio Bonaccorsi u' carateddu, subentrato nel clan Pillera alla fine degli anni 80' con la benedizione di Turi Cappello, Pippo Salvo e Nino Pace. Ignazio Bonaccorsi forte dal legame diretto con i vertici della cosca si aggregò alla scissione facente parte successivamente del clan Cappello, diventando anche lui capoclan.
Oggi rinchiuso al 41 bis dal 1993, il giovane Capomafia si porta sulle sue spalle 200 omicidi, di cui alcuni in qualità di mandante ed altri come esecutore materiale. Gli omicidi rientravano nel contesto delle guerre di mafia che hanno insanguinato Catania. Dopo tanti anni, con l’aiuto dei pentiti Agatino Litrico e Giovanni Pantellaro, si scoprì il mandante dell'omicidio eccellente del 1990 a Roma. Si tratta in particolare dell'uccisione di Claudio di Mauro, esponente del clan di Mauro, il quale venne crivellato da 16 colpi di Kalashnikov. A ordinare la morte del di Mauro fu proprio il giovane Capomafia Turi Cappello, che decise di uccidere l'assassino della madre del suo amico Corrado Favara. Un altro omicidio eccellente da parte del giovane Capomafia fu quello di Santo Laudani del 22 agosto 1990: Turi Cappello fece irruzione nella macelleria dei Laudani, nello storico quartiere Catanese Canalicchio, e freddò quest'ultimo con un colpo alla testa.
Ad anni di distanza ritornano, nelle sentenze di condanna, ritornano i morti di mafia degli anni '80 e '90 a Milano. La Corte d'Assise d'appello ha condannato all'ergastolo per altri due omicidi il Capomafia catanese già detenuto Salvatore Cappello, per i delitti di Matteo D'Anna e di Enzo Pirrone. I delitti furono commessi, rispettivamente, nell'aprile e nel giugno del 1991 in Lombardia. Matteo D'Anna fu assassinato il 25 aprile del 1991 a colpi di arma da fuoco davanti ad una birreria sulla strada Rivoltana, nel comune di Pioltello. A tendere l'agguato mortale furono due giovani arrivati davanti al locale a bordo di una moto. D'Anna, dopo i primi colpi, cercò di reagire e sparò con la pistola che aveva con sé ma senza riuscire a ferire i suoi aggressori. Gli stessi, dopo averlo colpito a morte, sono fuggiti in moto. Secondo l'accusa il delitto fu commesso da un commando composto da otto persone, tra le quali lo stesso Cappello e l'allora capo indiscusso dei Cursoti milanesi, il capomafia Luigi «Jimmy» Miano. Dell'uccisione di Enzo Pirrone, avvenuto il 25 gennaio del 1991 a Prato Sesia (Novara), Cappello è invece stato ritenuto il mandante. Pirrone fu ucciso di sera davanti alla sua abitazione, in via Garibaldi. I due killer, camuffatisi con divise da carabinieri, si recarono, attorno alle 22.30, in casa di Pirrone, che si trovava agli arresti domiciliari. I sicari inscenarono un falso controllo e non appena Pirrone aprì la porta d'ingresso gli spararono. L'uomo morì durante il trasporto all'ospedale di Gattinara. Nella sparatoria rimase ferita di striscio anche la convivente Antonina Ulè, che al tempo aveva 28 anni. Entrambi gli omicidi sono stati inquadrati nella sanguinosa faida scoppiata proprio nel 1991 tra Catania e Milano.